# X264
x264는 H.264/AVC 비디오 스트림을 인코딩하는 자유 소프트웨어 라이브러리다. 참고로 이것은 디코딩 기능은 포함하고 있지 않다. GPL 라이선스로 배포되며 이는 오픈 소스이므로 이용에 특별한 제약은 없다.
SIMD (MMX, SSE, SSE2, SSE3, 3DNow! 등) 환경에서도 최적화되어 있다.

## 역사
x264은 로랑 에마르(Laurent Aimar)가 처음으로 만들기 시작했다. 현재 오런 메릿, 제이슨 개릿글레이저, 스티븐 월터스, 안톤 미트로파노프, 헨리크 그람네르, 대니얼 강 등이 주도적으로 개발하고 있다.

## 같이 보기
- MP4
- H.264
- ffdshow
- Xvid
- MPEG LA
- MeGUI
- MEncoder